# Černivec
Černivec je priimek v Sloveniji, ki ga je po podatkih Statističnega urada Republike Slovenije na dan 1. januarja 2010 uporabljalo 254 oseb in je med vsemi priimki po pogostosti uporabe uvrščen na 1.627. mesto.

## Znani nosilci priimka
- Aleš Černivec, zasebni detektiv, varnostni menedžer
- Aleš Černivec, fotograf Dela (prej član skupine Buldogi)
- Ana Černivec, plesalka
- Anton Černivec (gl. Anton Črnivec)
- Josip (Jože) Černivec (1896—1964), gradbenik, arhitekt, urbanist
- Manca Černivec (*1991), jezikoslovka leksikologinja
- Marko Černivec, elektrotehnik
- Miroslav Černivec (gl. Miroslav Črnivec)
- Sergej Černivec (1905—1978), metalurg, alpinist?
- Vanja Černivec, košarkarica, športna delavka